# Каиры (Херсонская область)
Каиры (укр. Каїри) — село в Горностаевской поселковой общине Каховского района Херсонской области Украины. В 2022 году, во время вторжения России на Украину, село было захвачено. На данный момент находится под оккупацией российских войск.

## География
Каиры — село, бывший центр сельского совета. Расположены в 33 км от железнодорожной станции Братолюбовка, в 2,5 км от автодороги Херсон — Запорожье. На южной окраине села ручей балки Каирка впадает в Днепр. Недалеко от села расположен ландшафтный заказник Каирская балка. Население — 3 110 человек.

## История
Село Каиры основано в 1785 году, после присоединения Крымского ханства к России. До основания села, на его месте располагалось государство ногайских татар — Едичкульская орда, упразднённое в 1783 году, с присоединением Крыма к Российской империи.
Ногайцы были выселены позднее, в 1801—1803 году. Государство это было немногочисленным, по сохранившимся документам, к 1803 году, в нем было 1 200 душ мужского пола, и примерно столько же женского. Всего около 2500 жителей. Занимало территорию Каховского района и Князь-Григорьевки.
Сохранился документ с перечислением первых переселенцев из Алёшкинской слободы, которые прибыли на место поселения 14 августа 1785 года.
Летом 1906 г. в Каирах состоялось вооружённое выступление крестьян, призывавших к ниспровержению буржуазно-помещичьего строя. Советская власть установлена в январе 1918 г.
12.07.1920 года, в ходе Северно-Таврийской операции, через село прошли войска генерала Кутепова.
Окончательно советская власть установлена в октябре 1920 года.

### Советское время
За трудовые успехи 58 передовиков колхоза награждены орденами и медалями Союза ССР, из них орденом Ленина — комбайнер Ф. А. Гузенко, доярка Г. Т. Самарская. Есть средняя школа (39 учителей и 457 учащихся), дом культуры с залом на 600 мест, участковая больница на 35 коек (17 медработников, в том числе два врача); аптека, библиотека с книжным фондом 12,6 тыс. экземпляров, ясли-сад на 100 мест, двое детских яслей на 100 мест, отделение связи, АТС на 100 номеров, столовая, 9 магазинов. На учете в 3 партийных организациях состоят 118 коммунистов, в трех комсомольских — 128 членов ВЛКСМ. Первые ячейки созданы: партийная — в 1921, комсомольская — в 1923 году.
Во время Великой Отечественной войны 630 местных, жителей защищали Родину, 238 из них погибли, 370 — награждены орденами и медалями Союза ССР. В честь павших на фронтах воинов-односельчан воздвигнут обелиск. Установлен памятник В. И. Ленину (снесён в 2014 году). Уроженец с. Каиры И. П. Клименко — полковник авиации в отставке — является полным кавалером ордена Славы. Вблизи села выявлены мезолитическая стоянка (10—8 тысяч лет тому назад), неолитические поселения и могильник (V—IV тысячелетия до н. э.), погребение эпохи меди (III тысячелетие до н. э.), остатки трёх поселений и погребения эпохи бронзы (II тысячелетие до н. э.), скифо-сарматское городище, поселение первых веков н. э., славянский могильник X—XII вв., в котором раскопано 83 погребения, найдены три каменные скульптуры кочевников XI—XIII вв.
С давних времён население этого степного края занималось хлебопашеством, скотоводством, рыболовством на Днепре, добычей известнякового камня в каменоломнях. В XIX столетии ежегодно проводились две большие ярмарки, на которых торговали пшеницей и скотом. Сегодня экономическое лицо района определяет агропромышленный комплекс. Грунты южно-чернозёмные с разновидностями и лугово-чернозёмные степных подов-понижений. Естественные условия благоприятны для выращивания зерновых, масленичных и овощных культур, производства молока, мяса и яиц. Население по переписи 2001 года составляло 3558 человек. Почтовый индекс — 74612. Телефонный код — 5544. Код КОАТУУ — 6522682501.

### Языковой состав
По переписи 2001 года:
| Язык       | %       |
| ---------- | ------- |
| Украинский | 94,78 % |
| Русский    | 4,82 %  |
| Молдавский | 0,09 %  |
| Армянский  | 0,06 %  |
| Прочие     | 0,25 %  |